# ۱۲۶۱ (قمری)
۱۲۶۱ (قمری)، هزار و دویست و شصت و یکمین سال در گاهشماری هجری قمری است. اول محرم این سال برابر با دهم ژانویه سال ۱۸۴۵ میلادی است.

## وابسته
- میرزا عبدالله فراهانی